# 干將莫邪
將（上古擬音：kˁa[r] tsaŋ-s，？—？）與莫邪（上古擬音：mˁak ɢa，？—？）是一對铸剑师夫妻，亦是兩把中國名劍的名字，最早出現於春秋時代。
莫邪之父歐冶子亦為當时鑄劍大宗師，曾為越王允常鑄了五柄寶劍：湛盧、巨闕、勝邪、魚腸、純鈞，又开凿茨山取铁為楚昭王鑄了三柄名劍：龍淵、泰阿、工布。

## 传说
干將是春秋时代吳國人，娶莫邪為妻。吴王闔閭命令干將鑄剑，采五山之铁，精六合之金英，以三百童男童女鼓橐装炭。可是鐵汁不下，于是莫邪问干將：“鐵汁不下，怎麼辦？”干将回答說：“古时候的铸剑大师歐冶子鑄剑，鐵汁不下，于是讓女人擔任爐神，很快就成功了。”莫邪聽到，立即竄入火中（一说将头发、指甲投入炉中）；接著鐵汁流出，“金铁乃濡，遂以成剑”，于是便鑄成了两把利劍，雄的叫「干將」，雌的叫「莫邪」。現在的人经常用「干將」、「莫邪」来比喻锋利精美的劍。
另外在其他說法，干將用了三年才成功把劍煉成，卻只獻上雌劍，雄劍自己收起來，因此被楚王所殺。因為干將知道自己必定會被楚王所殺，出發前對其妻曰：“他日你所生的如果是兒子，你要對他說：『出門，望南山，在南邊山上，劍藏在石中』。”後來莫邪生一子名赤，兒子長大後問其母：「我的父親在哪？」莫邪把當年干將要她說的話一一告其子。
干將之子赤欲報父仇不得其法，楚王夢見一青年將要殺他。於是重金捉此青年。干將之子赤在報仇中途，不禁唱起歌哭起來。佚名刺客遇到干將兒子赤，問因何事而哭。於是干將兒子把所在事告知刺客，刺客说：「聽說楚王用千金懸賞你的人头，把你的人頭和劍给我，我為你報仇。」赤聞言拔劍自刎，雙手把自己的人頭和劍獻給佚名刺客。刺客被其誠所感動，持人頭和劍取得楚王信任，楚王見劍大喜，刺客對楚王曰：「此為勇者之頭，須將其煮了免其復活。」楚王聽其言，把頭顱煮了；但頭沒有熟，刺客再對楚王曰：「楚王請看，看了之後一定熟。」楚王又信，探頭張望，刺客把握機會把楚王頭也一起砍到熱湯中。赤與楚王的頭顱在鼎中大戰，赤的頭顱漸漸不敵楚王頭顱，於是佚名刺客也自刎讓頭顱進入鼎中助戰，最後終於合力將楚王頭顱消滅沉入鼎底，赤與刺客的頭顱在勝利後相視哈哈大笑，隨後也沉入鼎底。最後自刎的刺客、楚王與赤的頭同墮熱湯中，燒得不可分辨，同葬於汝南北宜春縣界，名為三王墓。
《晋书·张华传》记载两剑曾于西晋初年复现，后隐没于延平津（今福建省南平市延平區）。今延平區建有「雙劍化龍」纪念建築。

## 記載
關於干將、莫邪這兩把名劍，戰國文獻有這樣的記載：
- 《墨子》：「良劍期乎利，不期乎莫邪。」
- 《荀子‧性惡》：「闔閭之干將、莫邪、鉅闕、辟閭，此皆古之良劍也。」
- 《呂氏春秋‧察今》：「良劍期乎斷，不期乎鏌鋣；良馬期乎千里，不期乎驥驁。」

## 考古與化學
到目前為止兩劍皆無任何考古證據；兩劍以甚麼金屬鑄造，外型、重量，暫時只能從古籍略窺一二，或根據已出土的同時期武器推敲。而最大的可能性是，干將、莫邪是春秋時期吳國的銅劍，因為1965年出土的越王勾踐劍和其他同時期的劍都是銅劍。另一說是，根據《吳越春秋‧闔閭內傳》的記載，干將、莫邪乃是鐵劍。但《吳越春秋》一書是東漢時的著作，當時銅劍的地位已被鐵劍取代，因此記載可能有誤。從科學的角度來看，雖然以身投爐製劍有些誇張，但明代文献记载中可以看到工匠曾大量使用牛羊角及其灰烬、油脂、自然灰調配比例，还有箬皮灰、青盐、砂等等含氮的物質，氮能降低钢铁的临界温度，加大淬透性，這是適合加工成刀具的高碳鋼渗碳技术里的一个分支发展，就是碳氮共渗技术，提高渗碳速度和工件表面硬度，是非常重要的渗碳介质。除了可以說明兩劍加工方式仍舊有可能是鐵造，这些古代至今的技術演变，也都是有化學冶金工業原理可循的。

## 纪念
为了纪念莫邪和干將的爱情，浙江德清有以他们夫妻名字命名的名山莫干山，为中国四大避暑胜地之一。
苏州有以他们命名的將路和莫邪路。

## 艺术形象
小說
- 《故事新編》
- 《天才小毒妃》

影视
《东游记》电视剧中吕洞宾所携宝剑
游戏
- 《Fate/stay night》、《Fate/stay night [Unlimited Blade Works]》

Archer最常用的武器
- *王者荣耀*

- 忘川风华录（手游+音乐企划）

漫畫
• 王者天下